# Persea raimondii
Persea raimondii är en lagerväxtart som beskrevs av Oswald Schmidt. Persea raimondii ingår i släktet avokador, och familjen lagerväxter. Inga underarter finns listade i Catalogue of Life.